# كيون كلارك
كيون كلارك (بالإنجليزية: Keon Clark)‏ مواليد 16 أبريل 1975 في دانفيل، هو لاعب كرة سلة أمريكي معتزل بدأ مسيرته الاحترافية في سنة 1998. تم اختياره من قبل فريق أورلاندو ماجيك خلال الدرافت. يبلغ طوله 6 قدم 11 بوصة (2.1 م). اعتزل اللعب في 2004. أحرز خلال مسيرته في الإن بي إيه 2882 نقطة بمعدل 8.2 نقاط في المباراة الواحدة.

## المسيرة الاحترافية
لعب مع دنفر ناغتس من سنة 1998 إلى 2001، ثم لعب مع تورونتو رابتورز من سنة 2000 إلى 2002، ثم لعب مع سكرامنتو كينغز في موسم 2002–2003، ثم لعب مع يوتا جاز في موسم 2003–2004.

## روابط خارجية
- كيون كلارك على موقع إن بي أي (الإنجليزية)
- كيون كلارك على موقع سبورتس رفرنس (الإنجليزية)
- كيون كلارك على موقع كرة السلة الأوروبية.كوم (الإنجليزية)
- كيون كلارك على موقع كلية كرة السلة في سبورتس رفرنس.كوم (الإنجليزية)
- كيون كلارك على موقع ريلجم (الإنجليزية)
- كيون كلارك على موقع بروبوليرز (الإنجليزية)